# Сома, Наоки
Наоки Сома (яп. 相馬 直樹 Со:ма Наоки, род. 19 июля 1971, Симидзу-ку, Сидзуока) — японский футболист, полузащитник. Ныне тренер «Кагосима Юнайтед». Выступал за национальную сборную Японии.

## Клубная карьера
На протяжении своей футбольной карьеры выступал за клубы «Касима Антлерс», «Токио Верди», «Кавасаки Фронтале». Свою футбольную карьеру Сома начинал, играя за университетские команды Shimizu Higashi High School и Университета Васэда. В 1994 году стал игроком «Касимы», где выступал на позиции левого защитника и стал одним из ведущих футболистов клуба той поры. В 90-х в составе команды Сома становился чемпионом страны (1996, 1998), обладателем Кубка лиги и Кубка Императора в 1997. Он также включался в символическую сборную чемпионата в течение 4 лет подряд (1995—1998). В 2000 году клуб выиграл все три главных титула в Японии: лигу J1, Кубок лиги и Кубок императора. Последний трофей дался ему особенно тяжело — в декабре 2000 года он получил тяжёлую травму мениска и пропустил около года. Вернувшись на поле во второй половине 2001 года, ему требовалось время и практика, чтобы обрести прежнюю форму, но в то время на его позицию уже нашлась замена в лице Аугусто. Поэтому в 2002 году Сома на правах аренды отправился в «Токио Верди». Через год он вернулся в «Касиму», а в конце сезона разорвал контракт с клубом, чтобы стать игроком «Кавасаки Фронтале». Там он провёл два сезона, выполняя роль опорного полузащитника или либеро, и в конце 2005 года принял решение завершить карьеру.

## Карьера в сборной
С 1995 по 1999 год сыграл за национальную сборную Японии 58 матчей, в которых забил 4 гола. Сома дебютировал 28 мая 1995 года в матче против Эквадора. После этой игры он закрепился в основном составе команды в качестве левого защитника и левого полузащитника. В 1996 году он играл во всех матчах, включая Кубок Азии 1996 года. Сборная Японии блистательно провела квалификацию к чемпионату мира 1998 года и впервые в истории получила право на участие в Кубке мира во Франции. Сома провёл все матчи на турнире, где национальная команда заняла последнее место в группе, проиграв Аргентине, Хорватии и Ямайке. Также он участвовал в Кубке Америки 1999 года.

## Тренерская карьера
Завершив игровую карьеру в 2005 году, Сома поначалу работал на телевидении и в прессе в качестве эксперта, а также был послом Японской футбольной ассоциации. В 2008 году он получил тренерскую лицензию, а в 2010 году был приглашён возглавить клуб Японской футбольной лиги «Матида Зельвия». По окончании сезона ему предлагали продлить контракт, но он отклонил предложение, чтобы возглавить свой бывший клуб «Кавасаки Фронтале», выступавший в лиге J1. Но уже 12 апреля 2012 года его уволили с претензией, что ожидали от выступления команды гораздо большего, а в итоге увидели лишь пассивных и неуверенных игроков. Вместе с ним ушёл и президент клуба, перед которым стояла задача выиграть титул в этом сезоне. В 2014 году Сома вернулся к тренерской работе с командой «Матида Зельвия», выступавшей в лиге J3. В 2015 году он привёл клуб ко второму месту по итогам чемпионата, что позволило в следующем сезоне рассчитывать на выступление в лиге J2. В 2018 году команда заняла четвёртое место в J2 — на данным момент наилучший результат клуба.

## Достижения

### Командные
- Джей-лиги: 1996, 1998, 2000, 2001
- Кубок Императора: 1997, 2000
- Кубок Джей-лиги: 1997, 2000

### Индивидуальные
- Включён в сборную Джей-лиги: 1995, 1996, 1997, 1998

## Статистика

### В клубе
| Клуб              | Сезон | Лига  | Лига | Кубок Императора | Кубок Императора | Кубок Джей-лиги | Кубок Джей-лиги | Международные | Международные | Итого | Итого |
| Клуб              | Сезон | Матчи | Голы | Матчи            | Голы             | Матчи           | Голы            | Матчи         | Голы          | Матчи | Голы  |
| ----------------- | ----- | ----- | ---- | ---------------- | ---------------- | --------------- | --------------- | ------------- | ------------- | ----- | ----- |
| Касима Антлерс    | 1994  | 28    | 0    | 1                | 0                | 1               | 0               | -             | -             | 30    | 0     |
| Касима Антлерс    | 1995  | 50    | 3    | 4                | 0                | -               | -               | -             | -             | 54    | 3     |
| Касима Антлерс    | 1996  | 30    | 2    | 3                | 0                | 14              | 0               | -             | -             | 47    | 2     |
| Касима Антлерс    | 1997  | 21    | 0    | 5                | 0                | 2               | 1               | -             | -             | 28    | 1     |
| Касима Антлерс    | 1998  | 34    | 1    | 4                | 0                | 1               | 0               | -             | -             | 39    | 1     |
| Касима Антлерс    | 1999  | 30    | 0    | 2                | 0                | 7               | 1               | -             | -             | 39    | 1     |
| Касима Антлерс    | 2000  | 30    | 2    | 4                | 0                | 7               | 0               | -             | -             | 41    | 2     |
| Касима Антлерс    | 2001  | 7     | 0    | 3                | 0                | 1               | 0               | -             | -             | 11    | 0     |
| Токио Верди       | 2002  | 27    | 0    | 0                | 0                | 6               | 0               | -             | -             | 33    | 0     |
| Касима Антлерс    | 2003  | 20    | 2    | 0                | 0                | 3               | 1               | 3             | 0             | 26    | 3     |
| Кавасаки Фронтале | 2004  | 15    | 0    | 1                | 0                | -               | -               | -             | -             | 16    | 0     |
| Кавасаки Фронтале | 2005  | 12    | 0    | 2                | 0                | 3               | 0               | -             | -             | 17    | 0     |
| Итого             | Итого | 304   | 10   | 29               | 0                | 45              | 3               | 3             | 0             | 381   | 13    |

### В сборной
| Сборная Японии | Сборная Японии | Сборная Японии |
| Год            | Матчи          | Голы           |
| -------------- | -------------- | -------------- |
| 1995           | 9              | 0              |
| 1996           | 13             | 2              |
| 1997           | 21             | 1              |
| 1998           | 10             | 1              |
| 1999           | 5              | 0              |
| Итого          | 58             | 4              |

### Тренерская статистика
| Команда           | Страна | С     | До    | Статистика | Статистика | Статистика | Статистика | Статистика |
| Команда           | Страна | С     | До    | И          | В          | П          | Н          | Побед %    |
| ----------------- | ------ | ----- | ----- | ---------- | ---------- | ---------- | ---------- | ---------- |
| Кавасаки Фронтале | Япония | 2011  | 2012  | 41         | 16         | 6          | 19         | 39.02      |
| Матида Зельвия    | Япония | 2014  | н.в.  | 232        | 100        | 73         | 59         | 43.1       |
| Всего             | Всего  | Всего | Всего | 273        | 116        | 79         | 78         | 42.49      |